# 이총민
이총민(1999년 5월 10일~)은 대한민국의 아이스하키 선수로 포지션은 레프트윙과 센터이다. 현재 ECHL의 블루밍턴 바이슨과 대한민국 국가대표팀 소속으로 활동하고 있다.

## 어린 시절과 클럽 경력
1999년 서울에서 태어난 이총민은 형인 이총재와 이총현을 따라 아이스하키를 시작했다. 광운초등학교와 경희중학교 재학 시절에 학교 아이스하키팀의 일원으로 뛰었으며 2014년에 캐나다로 아이스하키 유학을 떠나 현지의 유소년 아이스하키팀에서 뛰었다.
이총민은 2015년 밴쿠버 NE 치프스 소속으로 브리티시컬럼비아 엘리트 하키 리그 U18 챔피언십에서 우승했다.
이후 2019년에는 프린스조지 스프루스 킹스 소속으로 브리티시 컬럼비아 하키 리그에서 우승을 차지했으며 어깨 부상으로 인해 2019년 11월에 프린스조지 스프루스 킹스에서 퇴단했다. 2020년에 미국으로 건너가 1년 동안 알래스카 앵커리지 대학교 팀에서 뛰었으나 대학 측 예산 절감으로 인해 팀이 해체되었다. 2021년에 스웨덴 4부 리그 하키트보안의 팀인 네셰 HC에서 뛰었고, 2021년 12월부터 3부 리그인 하키에탄의 트라노스 AIF에서 소속으로 활동했다. 2023년에 그는 아시아리그 아이스하키의 대한민국 구단인 HL 안양으로 이적했고, 2024년에 아시아리그 우승을 달성했다.
2024년 10월에 HL 안양에서 퇴단 후 2024년 10월 ECHL의 블루밍턴 바이슨으로 이적했다.

## 국가대표팀 경력
이총민은 2016년 4월에 대한민국 U-18 대표팀의 일원으로 이탈리아 아시아고에서 열린 세계 U-18 선수권 대회 디비전Ⅰ B그룹에 참가했다.
2019년에 처음으로 대한민국 A대표팀에 발탁되었으며 그 해 7월 카자흐스탄과의 평가전을 통해 A대표팀 데뷔 경기를 가졌다. 이후 2022년 5월 슬로베니아 류블랴나에서 열린 2022년 세계 선수권 대회 디비전Ⅰ A그룹에 참가하면서 다시 국가대표팀에 복귀했다. 이총민은 이 대회에서 리투아니아를 상대로 득점에 성공했고 4경기에 출전하여 어시스트 2개를 기록했다.
이총민은 2024년 2월에는 폴란드 소스노비에츠에서 열린 2026년 동계 올림픽 예선에 대한민국 대표팀의 일원으로 참가했으며 에스토니아를 상대로 득점에 성공했다. 그는 2026년 올림픽 예선에서 1골, 1어시스트를 기록했다. 같은 해 4월에는 이탈리아 볼차노에서 열린 2024년 세계 선수권 대회 디비전Ⅰ A그룹에 참가했고 2골, 어시스트 2개를 기록했으며 대한민국팀은 1승 4패의 성적으로 디비전Ⅰ B그룹으로 강등되었다.
2025년 2월에는 중화인민공화국 하얼빈에서 열린 2025년 동계 아시안 게임에 참가했고 이총민은 개막식 당시 대한민국 선수단 기수를 맡았다.